# Eupithecia virescens
Eupithecia virescens är en fjärilsart som beskrevs av W. Warren 1900. Eupithecia virescens ingår i släktet Eupithecia och familjen mätare. Inga underarter finns listade i Catalogue of Life.